# Mittersill
Mittersill is een gemeente in de Oostenrijkse deelstaat Salzburger Land, en maakt deel uit van het district Zell am See.

## Geografie

### Positie
Mittersill ligt:
- 25 km ten westen van Zell am See
- 30 km ten oosten van Krimml
- 27 km ten zuiden van Kitzbühel

De stad ligt in de deelstaat Salzburg, district Zell am See. Doorheen de stad loopt de rivier de Salzach. De stad heeft ten noorden (de Kitzbüheler Alpen) en ten zuiden (het Hohe Tauerngebergte) natuurlijke grenzen. En grenst ten westen (Hollersbach) en ten oosten (Stuhlfelden) aan gemeenten.

### Gemeente
Tot de gemeente Mittersill behoren buiten de stad Mittersill ook de dorpsdelen Arndorf, Burk, Felben, Feldstein, Jochberg, Jochbergthurn, Klausen, Loferstein, Lämmerbichl, Mayrhofen, Oberfelben, Paßthurn, Rettenbach, Schattberg, Spielbichl, Thalbach, Unterfelben en Weißenstein.

## Geschiedenis

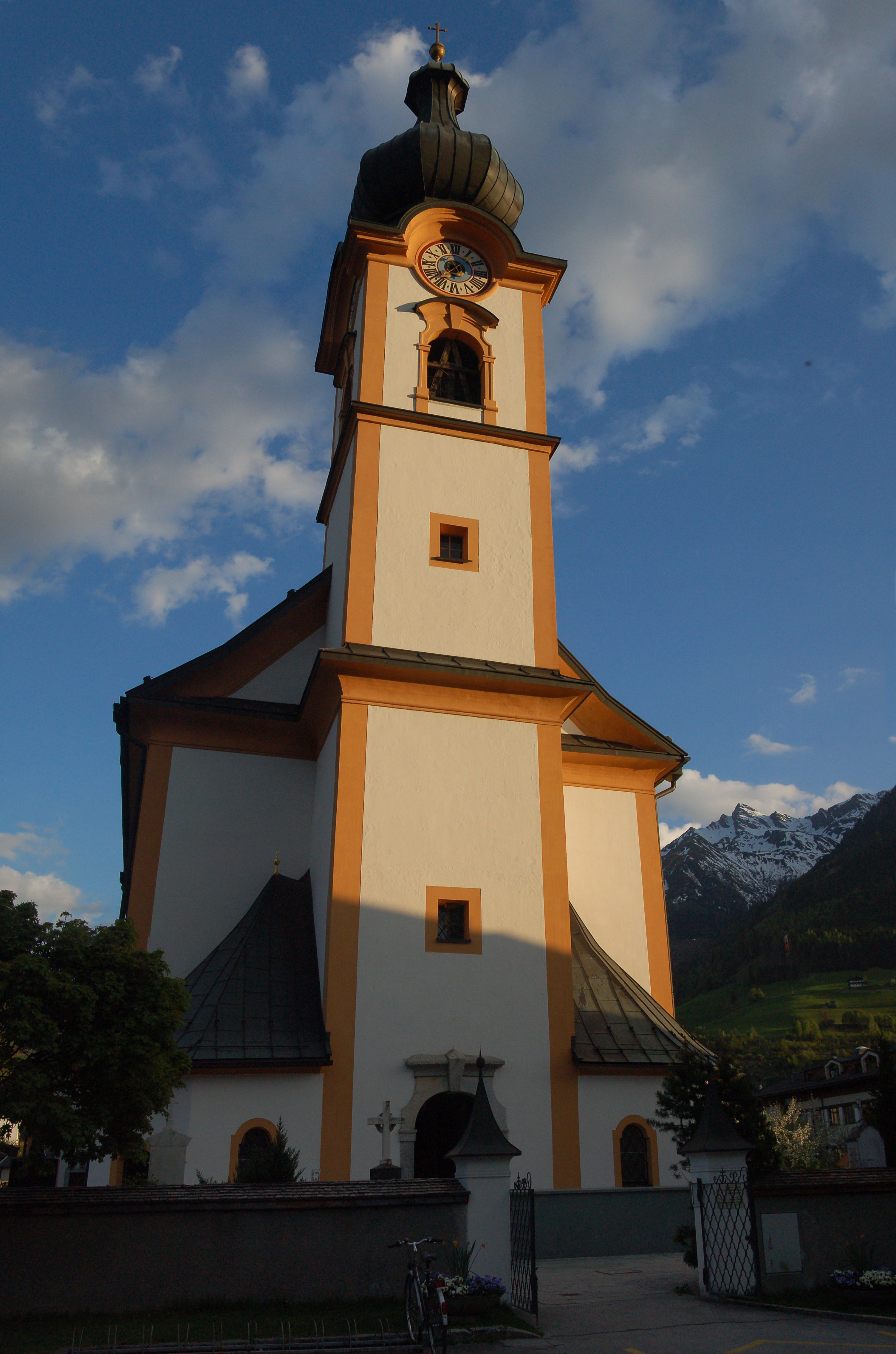
Annakirche in Mittersill

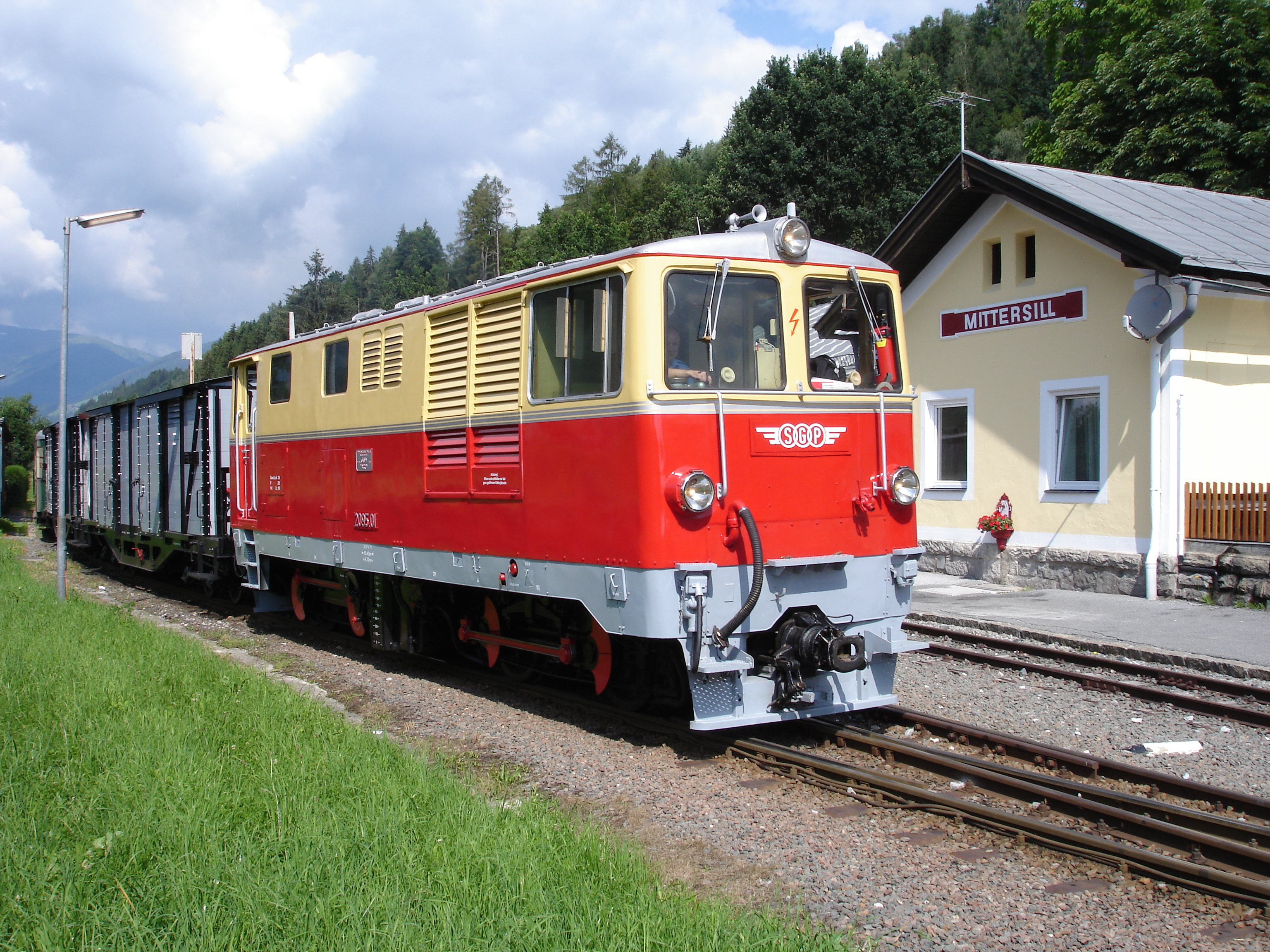
Station Mittersill voor renovatie

De omgeving rond Mittersill is al bekend sinds de Bronstijd (2200 v. Chr.). Het dorp werd echter pas genoemd in een manifest dat verscheen in het jaar 963. In de veertiende eeuw werd Mittersill vooral belangrijker als verkeersknooppunt. Door de verbinding over de Felbertauernpas kon men verscheidene goederen (zoals zout, ijzer, koper, fruit, fluweel, en zijde) verhandelen met regio's in Zuid-Tirol.
Tijdens de Tweede Wereldoorlog was er in Mittersill een legerschool voor de bouw van een kabelbaan aanwezig. Het ging hier om het bouwen van een kabelbaan over de Pass Thurn die het makkelijker zou maken om goederen over de pas te krijgen. De bouw zou in 1943 begonnen zijn, maar de kabelbaan is nooit afgeraakt. De constructie bestond uit twee pilaren van telkens 80 meter, één werd vervaardigd uit staal en de andere uit hout (de hoogste ter wereld in zijn soort). De baan werd uiteindelijk in de jaren 50 gesloopt. Buiten de legerkazerne was er in het Schloss van Mittersill ook een concentratiekamp aanwezig dat deel uitmaakte van het Mauthausen concentratiekamp.
Al in 1918 werd er in Mittersill een schrijnwerkerij gebouwd. Deze zou in 1953 overgaan in de succesvolle Blizzard Ski fabriek, die nog altijd aan de zuidkant van de stad aanwezig is.
Tussen 10 en 12 juni 2005 werd de regio opgeschrikt door overstromingen. De dorpskern van Mittersill die op dezelfde hoogte ligt als de uit zijn oevers tredende rivier de Salzach kreeg het hard te verduren, op de Marktplatz stond het water zelfs 1,5 meter hoog. Na de overstromingen werden er maatregelen getroffen tegen overstromingen in de toekomst, zoals het verhogen van de dijken en het bouwen van een dam en overstromingsgebied ten westen van de stad.
In een referendum op 24 juni 2007 stemde 89% van de kiezers voor dat Mittersill een stad zou worden. Op 8 augustus werd feestelijk het handvest van stad overhandigd aan de gemeente Mittersill, die zich vanaf dat moment stadgemeente mocht noemen.

## Bezienswaardigheden
- Schloss Mittersill: 140 meter boven de stad ligt aan de Pass Thurn Straße een voor het publiek opengesteld kasteel dat dateert uit de zestiende eeuw.
- Het "heimatmuseum" in Felben, een 900 jaar oud gebouw.
- Het Nationaal Park Centrum Hohe Tauern (museum en centrum), gelegen ten westen van de stad naast het stadspark, waar men terechtkan voor informatie over het Nationaal Park Hohe Tauern. Het werd geopend in 2007.
- De Pfarrkirche St. Leonhard: Gebouwd in de dertiende eeuw, is dit de oudste kerk in Mittersill.
- De St.-Anna-Kirche: Kerk uit de achttiende eeuw in Tiroolse rococostijl.
- De St. Nicholas-Kirche: Een laatgotische kerk uit de zeventiende eeuw in Felben.
- De Marktplatz, met het stadhuis en terrasjes.

## Verkeer
Mittersill is een belangrijk verkeersknooppunt in het dal. De volgende Bundesstraßen hebben hun eind- of beginpunt hier:
- 108: Ook wel Felbertauernstraße genoemd, de weg loopt over de Felbertauernpas en verbindt Mittersill met Lienz. In de Felbertauerntunnel moet men tol betalen.
- 161: Ook wel Pass Thurn Straße genoemd, de weg loopt over de Pass Thurn en verbindt Mittersill met Kitzbühel.
- 165: Ook wel Gerlos Straße genoemd, de weg loopt over de Gerlospas en verbindt Mittersill via Krimml met het Zillertal.
- 168: Ook wel Mittersiller Straße genoemd, de weg loopt door het dal en verbindt Mittersill met Zell am See.

Ten noorden van de stad, aan de oevers van de Salzach bevindt zich het station Mittersill van de Pinzgauer Lokalbahn. Vanaf hier gaat een trein naar Zell am See en Krimml. Buiten dit station zijn er ook in de dorpsdelen van Burk en Rettenbach kleinere stations.
Aan het station, op de Marktplatz en in het dorpsdeel Burk zijn er haltes van de Postbus, die als bestemmingen Zell am See, Kitzbühel en Krimml hebben.

## Toerisme
Er zijn verscheidene hotels in Mittersill en omstreken. Ook kan men bij verscheidene particulieren appartementen huren, met (bij sommige) ontbijt.
In het centrum vind je verscheidene restaurants, handelszaken, een brandweerkazerne en een politiestation. In het voorjaar van 2014 is er ten oosten van de stad een nieuw winkelcentrum in gebruik genomen, waarin meerdere supermarktketens terug te vinden zijn.
Ten oosten van het centrum ligt het ziekenhuis, hier kan men terecht voor spoedgevallen. Echter beschikt dit ziekenhuis niet altijd over de nodige middelen, zodat bij ernstige verwondingen de patiënt moet overgebracht worden naar het ziekenhuis van Zell am See of een ander groot ziekenhuis in de regio.

## Sport
In de omgeving van Mittersill bevinden er zich verscheidene skigebieden:
- De Weißseespitze te Uttendorf (Salzburg)
- De Kitzsteinhorn te Kaprun
- De Wildkogel te Bramberg am Wildkogel
- Met de Panoramabahn in Hollersbach im Pinzgau kunnen de skigebieden op de Pass Thurn worden bereikt.

Mittersill ligt aan de Tauernradweg en is het beginpunt van verscheidene wandelroutes. Op de Tauernradweg tussen Mittersill en Stuhlfelden ligt de plaatselijke golfplaats met clubhuis en 18 holes.
Het "sportheim" van Mittersill ligt ten oosten van het stadscentrum. Hier bevinden zich een basketbalveld, tennisvelden, voetbalvelden en een openbaar buitenzwembad met wateranimatie en beachvolleybalveld, evenals het stadion van de plaatselijke voetbalploeg SC Mittersill. Voor indoorsporten kan men terecht in Sporthotel Kogler.